# Brestova Draga
 Brestova Draga  falu Horvátországban, a Tengermellék-Hegyvidék megyében. Közigazgatásilag Mrkopaljhoz tartozik.

## Fekvése
Fiumétól 28 km-re keletre, községközpontjáról 5 km-re északnyugatra, a horvát Hegyvidék középső részén fekszik.

## Története
A településnek 1857-ben 197, 1910-ben 198 lakosa volt. A falu a trianoni békeszerződésig Modrus-Fiume vármegye Delnicei járásához tartozott. 
A falunak 2011-ben 53  lakosa volt.

## Lakosság
| Lakosság változása | Lakosság változása | Lakosság változása | Lakosság változása | Lakosság változása | Lakosság változása | Lakosság változása | Lakosság változása | Lakosság változása | Lakosság változása | Lakosság változása | Lakosság változása | Lakosság változása | Lakosság változása | Lakosság változása | Lakosság változása |
| ------------------ | ------------------ | ------------------ | ------------------ | ------------------ | ------------------ | ------------------ | ------------------ | ------------------ | ------------------ | ------------------ | ------------------ | ------------------ | ------------------ | ------------------ | ------------------ |
| 1857               | 1869               | 1880               | 1890               | 1900               | 1910               | 1921               | 1931               | 1948               | 1953               | 1961               | 1971               | 1981               | 1991               | 2001               | 2011               |
| 197                | 167                | 158                | 171                | 200                | 198                | 167                | 225                | 166                | 166                | 163                | 120                | 94                 | 79                 | 55                 | 53                 |